# 倉松川

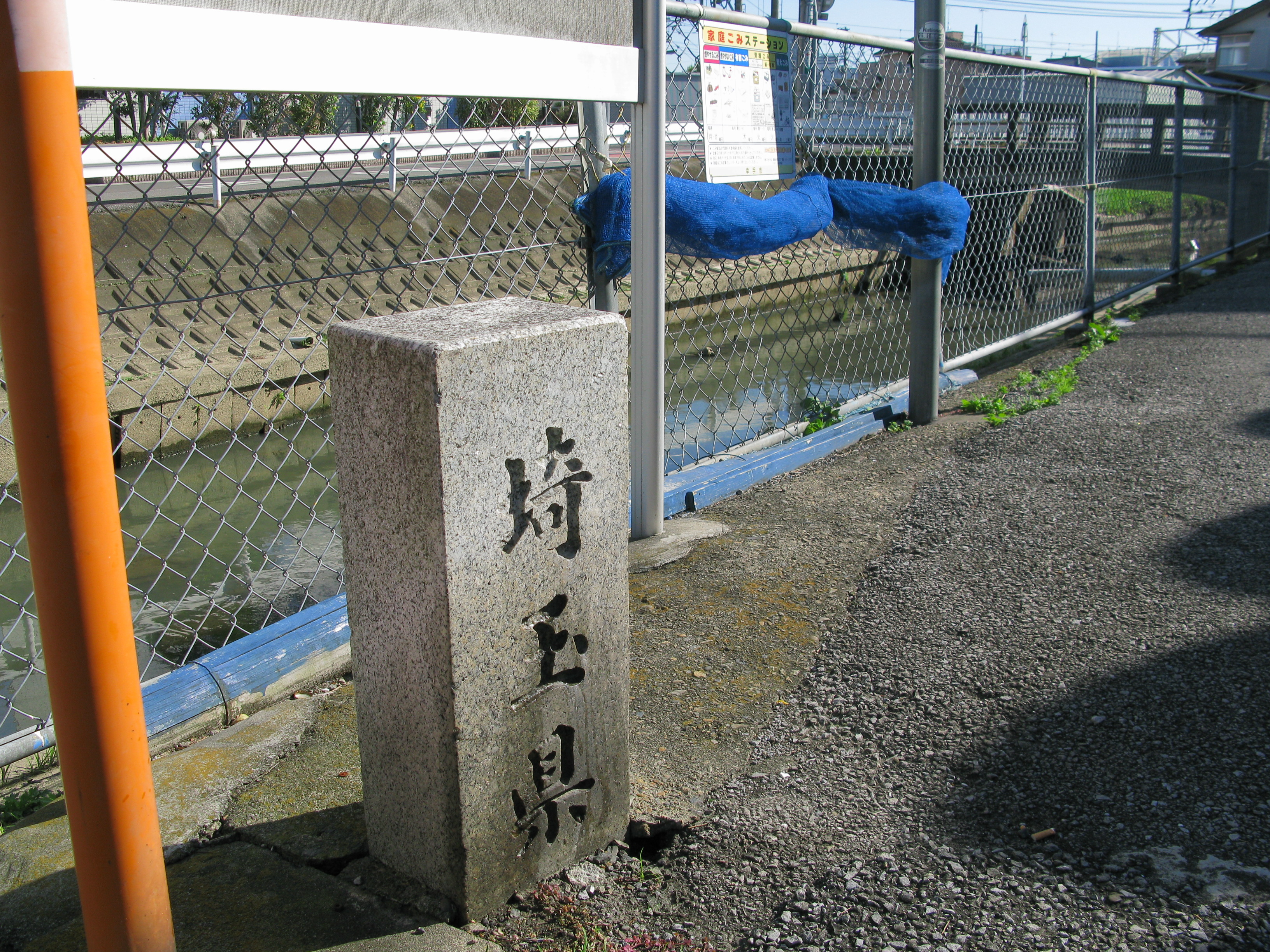
倉松川起点の碑（幸手市中5丁目）

倉松川（くらまつがわ）は、埼玉県幸手市を起点に埼玉県東部を流れる利根川水系の一級河川である。

## 概要
久喜市鷲宮区域から流下する大中落悪水路が幸手駅付近（埼玉県道153号幸手久喜線橋梁より約50m上流付近）で名称を変えて起点とする。起点の場所にはそれを示す石標がある。起点直後に中落悪水路と合流、付近では都市部を流れているが天神島付近より水田地帯となり、北葛飾郡杉戸町を経て春日部市に至る。杉戸町南部で旧倉松落と分流、国道16号春日部野田バイパスを横断したのち、藤の牛島駅北東で中川と合流する。
流域は中川と大落古利根川によって形成された自然堤防と後背湿地からなっており、現在に至るまで幾度も洪水の被害を受けているため、その対策として幸手市と北葛飾郡杉戸町の境界付近では江戸時代後期の輪中を利用した大島新田調節池が設けられている。この大島新田調節池付近の流路は大島新田を開発した際に南側の附廻堀として整備された区間である。また、2006年（平成18年）には春日部市内で首都圏外郭放水路への通水を開始している。
倉松川流域は起点より終点までかつて北葛飾郡であった。

### 合流
- 大中落悪水路（=当川起点）

- 中落悪水路
- 矢落堀
- 大膳堀

### 分流
- 旧倉松落

## 橋梁
上流から
- 堀合橋（埼玉県道153号幸手久喜線）
- 東武日光線橋梁
- 大日橋
- 名称不明
- 志手橋（埼玉県道65号さいたま幸手線）
- 雁橋
- 幸手橋（国道4号）
- 東歩道橋
- 大堰橋
- 緑台歩道橋
- 天神島橋
- 天神島第二高架橋（圏央道）
- 倉松川橋（圏央道 側道）
- 幸高橋
- 幸南橋
- 吉野橋
- 吉野橋（埼玉県道318号並塚幸手線）
- 金附田橋
- 長八橋（茨城県道・千葉県道・埼玉県道26号境杉戸線）
- 六間道橋
- 留八橋
- 記念橋
- 倉松公園橋
- 九右衛門橋
- 藤搦橋（千葉県道・埼玉県道183号次木杉戸線）
- 新鷹匠橋
- 倉持橋
- 新源内橋
- 諏訪下橋
- 振興橋

- 提根橋（埼玉県道319号惣新田春日部線）
- 倉松橋
- 更生橋
- 久太郎橋

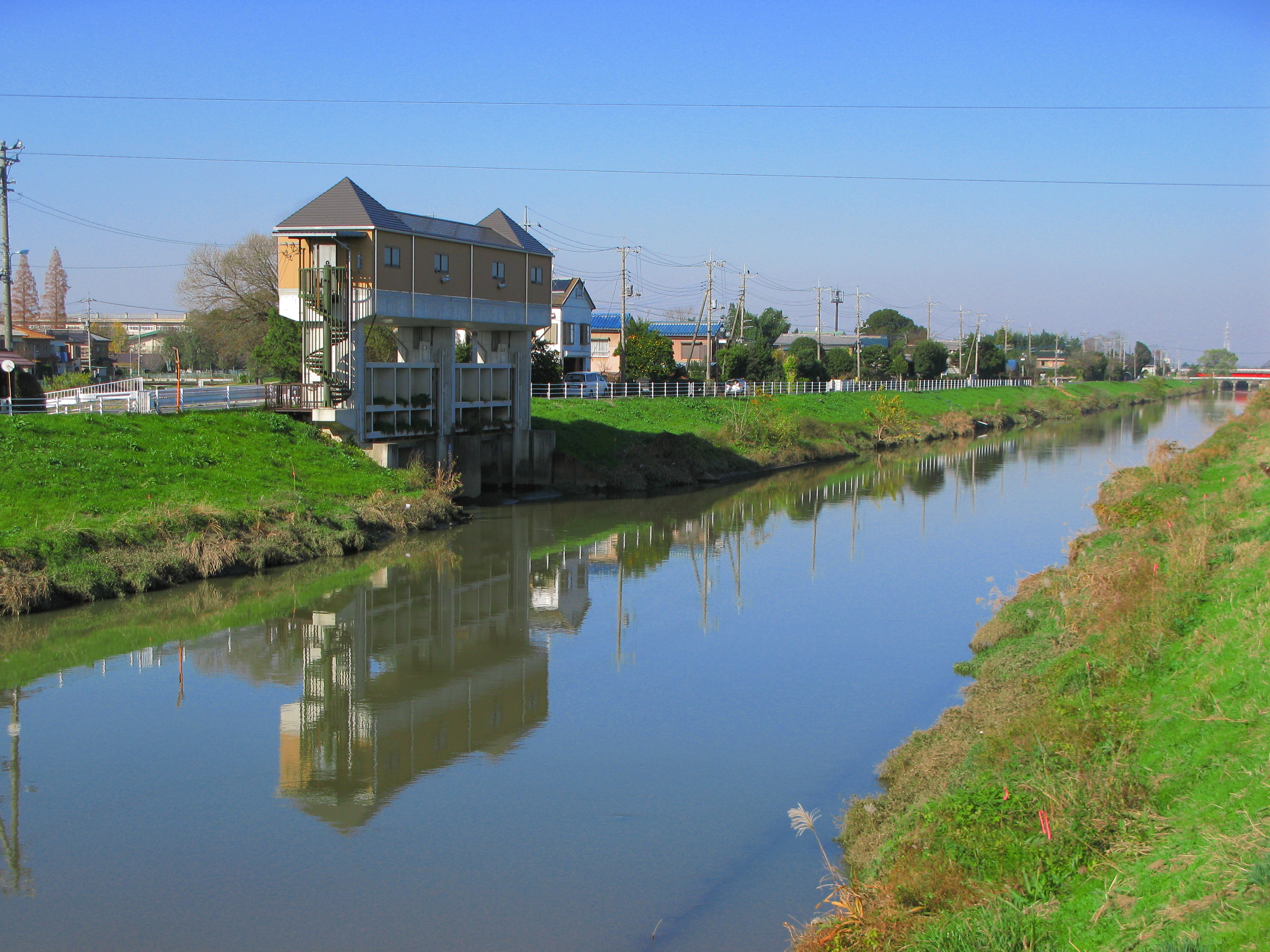
倉松川と中川の合流点

- 粛正橋（埼玉県道320号西宝珠花春日部線）
- 樋篭橋
- 新倉松橋（国道16号）
- 天神橋
- 柳原橋
- 新幸松橋（埼玉県道321号西金野井春日部線）
- 名称不明
- 川島橋
- 草刈橋